# Разум и чувства (телесериал, 1971)
«Ра́зум и чу́вства» (англ. Sense and Sensibility) — 4-серийная театральная постановка BBC по мотивам романа «Чувство и чувствительность» Джейн Остин, вышедший в 1971 году в Великобритании.

## Сюжет
В основе сюжета лежат любовные переживания двух сестёр: сдержанной и рациональной Элинор и эмоциональной Марианны.
Марианна влюбляется в взбалмошного мота Джона Уиллоуби, в то время как самой девушкой безответно увлечён великовозрастный полковник Брэндон.
Элинор питает чувство к Эдварду Феррарсу, брату жены сводного брата. Семья Эдварда возлагает на него большие надежды и в эти планы никак не входит женитьба на девушке без состояния.
Смогут ли эти двое распознать своё истинное счастье?

## В ролях
- Джоанна Дэвид — Элинор Дэшвуд
- Киаран Мэдден[англ.] — Марианна Дэшвуд
- Изабель Дин[англ.] — миссис Дэшвуд
- Робин Эллис — Эдвард Феррарс
- Клайв Фрэнсис[англ.] — Джон Уиллоуби
- Ричард Оуэнс — полковник Кристофер Брэндон
- Майкл Олдридж[англ.] — сэр Джон Миддлтон
- Шейла Бэллэнтайн — леди Миддлтон
- Джо Кендалл[англ.] — Шарлотта Палмер
- Дэвид Стронг — мистер Томас Палмер
- Патрисия Рутледж[англ.] — миссис Дженнингс
- Мэгги Джонс[англ.] — Нэнси Стил
- Фрэнсис Кука[англ.] — Люси Стил
- Милтон Джонс[англ.] — Джон Дэшвуд
- Кэй Гэлли — Фанни Дэшвуд
- Дэвид Белчер — Роберт Феррарс
- Клиффорд Пэрриш — доктор Харрис